# Michaił Jakowlew (kolarz)
Michaił Siergiejewicz Jakowlew (ros. Михаил Сергеевич Яковлев; ur. 1 września 2000 w Moskwie) – rosyjski kolarz torowy reprezentujący od 2023 Izrael.

## Kariera
Pierwszy medal w karierze zdobył w 2020 roku, kiedy zajął drugie miejsce w sprincie na mistrzostwach Europy U-23 w Fiorenzuoli. Na rozgrywanych rok później mistrzostwach Europy U-23 w Apeldoorn zwyciężył w sprincie i keirinie. W tym samym roku zdobył brązowy medal w sprincie na mistrzostwach Europy w Grenchen oraz brązowy w keirinie podczas mistrzostw świata w Roubaix. W obu przypadkach wyprzedzili go tylko dwaj Holendrzy: Harrie Lavreysen i Jeffrey Hoogland.